# لاحق بن حميد
لاحق بن حميد بن سعيد أبو مجلز البصري الأعور (- 106 هـ)، تابعي، وأحد رواة الحديث النبوي من الثقات. قدم خراسان مع قتيبة بن مسلم الباهلي، وله دار بمرو على الرزيق. مات قبل الحسن البصري سنة 106 هـ وقيل 109 هـ. روى له الجماعة. قال محمد بن سعد البغدادي: «كان ثقةً، وله أحاديث، توفّي في خلافة عمر بن عبد العزيز قبل وفاة الحسن البصريّ».

## روايته للحديث النبوي
- روى عن: أسامة بن زيد، وأنس بن مالك، وبشير بن نهيك، وجندب بن عبد الله البجلي، والحارث بن نوفل، وحذيفة بن اليمان مرسل، والحسن بن علي، وسمرة بن جندب، وعامر بن عبد الله بن الزبير، وعبد الله بن صفوان بن أمية، وعبد الله بن عباس، وعبد الله بن عمر بن الخطاب، وأبيه عمر بن الخطاب مرسل، وعمر بن عبد العزيز وهُوَ أكبر منه، وعمرو بن العاص، وعمران بن حصين، وقيس بن عباد ، ومعاوية بن أبي سفيان، والمغيرة بن شعبة، وأبي بردة بن أبي موسى الأشعري وهُوَ من أقرانه، وأبي عُبَيدة بْن عَبد اللَّهِ بْنِ مسعود، وأبي عثمان النهدي، وأبي موسى الأشعري، وحفصة بنت عمر، وأم سلمة.
- روى عنه: إِبْرَاهِيم بْن العلاء أَبُو هَارُون الغنوي، وأمية شيخ لسليمان التيمي إن كَانَ محفوظا، وأنس بن سيرين الأنصاري، وأيوب السختياني، وحبيب بن الشهيد، والحكم بن عتيبة، وأَبُو زهير حيان بْن عَبد اللَّهِ بْن زهير العدوي البَصْرِيّ، وابنه رديني بْن أَبي مجلز السدوسي، وسليمان التيمي، وعاصم الأحول، وعباد بْن عباد بْن علقمة المازني، وأَبُو حريز عَبد اللَّهِ بْن الحسين قاضي سجستان، وأَبُو طيبة عَبد اللَّهِ بْن مسلم الْمَرْوَزِيّ، وعمارة بْن أَبي حفصة، وعِمْران بن حدير، وقتادة بن دعامة، وأبو غفار المثنى بن سَعِيد، ومطهر بْن جويرية، ومنصور بْن النعمان، وأَبُو مكين نوح بْن رَبِيعَة، وهشام بن حسان، وأَبُو التياح يَزِيد بْن حميد الضبعي، ويزيد بن حيان أبو مقاتل بن حيان، ويزيد النحوي، وأَبُو السود النهدي، وأَبُو هاشم الرماني.[2]
- الجرح والتعديل: ذكره ابن حبان في كتاب الثقات، وقال أبو زرعة الرازي: «ثقة»، وقال أحمد بن صالح العجلي: «ثقة، وكان يحب عليًا»، وقال ابن حجر العسقلاني: «ثقة»، وقال ابن عبد البر: «هو ثقة عند جميعهم»، وقال الذهبي: «إمام ثقة»، وقال ابن خراش: «ثقة»، وقال علي بن المديني: «لم يلق سمرة ولا عمران بن حصين»، وقال محمد بن سعد البغدادي: «ثقة»، وقال يحيى بن معين: «مضطرب الحديث ولم يسمع من حذيفة»، .[2][3]